# Oleksij Chachl'ov
Oleksij Oleksijovyč Chachl'ov (in ucraino Олексій Олексійович Хахльов?; 6 febbraio 1999) è un calciatore ucraino, centrocampista dello Zorja.

## Caratteristiche tecniche
È un centrocampista centrale.

## Carriera

### Club
Ha giocato nella prima divisione ucraina con il Karpaty e con il Mynaj.

### Nazionale
Con la nazionale Under-20 Ucraina ha preso parte al Campionato mondiale di calcio Under-20 2019, vincendolo.

## Palmarès

### Nazionale
- Campionato mondiale Under-20: 1

Polonia 2019